# 현대 감마엔진
현대 감마엔진은 현대자동차에서 개발한 알루미늄 블록 직렬 4기통 1.6리터 가솔린 자연흡기 및 터보 엔진이다. 2006년에 HD를 통하여 첫 선을 보였다. 형식명은 G4F다.
1.6리터 버전의 사이즈를 줄인 1.4리터 버전도 나왔다. 하지만 감마의 1.4리터 버전은 배기량에 비해 고회전형 엔진이었고, 저중속 영역에서의 성능이 좋지 못해 2013년에 카파 1.4리터 MPI 엔진을 출시하면서 카파로 이관된 후 단종됐다.
하이브리드용도 나오며, 2009년에 HD의 LPG 하이브리드로 첫 선을 보였다. 감마의 가솔린 하이브리드는 2020년에 출시한 쏘렌토 1.6 터보 하이브리드로 첫 선을 보였다.